# 梅拉尔格
梅拉尔格（法語：Meyrargues，法語發音：[meʁaʁg]）是法国罗讷河口省的一个市镇，属于普罗旺斯地区艾克斯区。

## 地理
梅拉尔格（43°38'8"N, 5°31'42"E）面积41.67 平方千米，位于法国普罗旺斯-阿尔卑斯-蓝色海岸大区罗讷河口省，该省份为法国东南部沿海省份，北起沃克吕兹省，西接加尔省，南濒地中海，东临瓦尔省。
与梅拉尔格接壤的市镇（或旧市镇、城区）包括：普罗旺斯地区佩罗勒、勒皮圣雷帕拉德、圣马克-若姆加尔德、沃夫纳格、沃内勒、佩尔蒂。

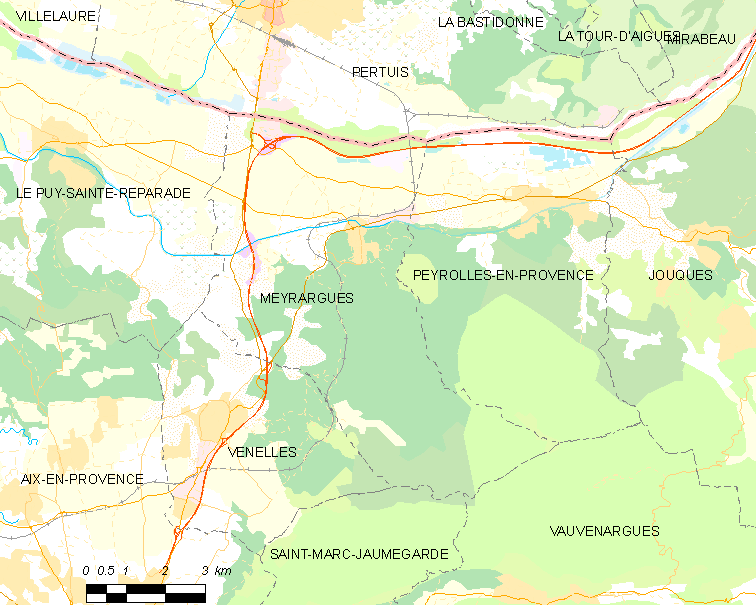
梅拉尔格的OSM定位图

梅拉尔格的时区为UTC+01:00、UTC+02:00（夏令时）。

## 行政
梅拉尔格的邮政编码为13650，INSEE市镇编码为13059。

## 政治
梅拉尔格所属的省级选区为特雷茨县。

## 人口

1962-2008年间梅拉尔格人口变化图示

梅拉尔格于2022年1月1日时的人口数量为3818人。